# Tvrtko Jurić
Tvrtko Jurić (Split, 5. veljače 1972.) je hrvatski kazališni, televizijski i filmski glumac.

## Filmografija

### Televizijske serije
- "Pogrešan čovjek" kao Teo Afrić/Teo Kalember (2018.)
- "Mamutica" kao Behir (2008.)
- "Bibin svijet" kao Mark Johnson (2007.)
- "Kazalište u kući" kao Cigo (2007.)
- "Odmori se, zaslužio si" kao Franco (2006. – 2007.)
- "Cimmer fraj" kao inspektoričin ljubavnik (2006.)
- "Balkan Inc." kao dr. Mirko Svoboda (2006.)
- "Bumerang" kao Đuro Pucar (2006.)
- "Kad zvoni?" kao Haldor (2005.)
- "Hlapićeve nove zgode" kao Princ Tomo/Češnjakov/Pepi (glas) (2002.)

### Filmovi
- "Kauboji" kao mladi barmen (2013.)
- "Josef" kao austrijski vojnik u kamionu (2011.)
- "Kradljivac uspomena" (2007.)
- "Armin" kao recepcioner #1 (2007.)
- "Ono sve što znaš o meni" kao Tvrtko (2005.)
- "Bore Lee: Čuvaj se sinjske ruke!" kao šef kluba (2004.)
- "Dream Warrior" (2003.)
- "Bore Lee: U kandžama velegrada" kao Mahnito pojačanje #5 (2003.)
- "Isprani" (1995.)

### Sinkronizacija
- "Princeza Ema" kao kralj Karl (2019.)
- "Kong: Povratak u džunglu" kao dr. Ramone De La Porta (2007.)
- "Pčelica Maja" kao Pavo (druga sinkronizacija) (2007.)
- "Tristan i Izolda" kao Pak (2006.)

## Vanjske poveznice
- Tvrtko Jurić u internetskoj bazi filmova IMDb-u (engl.)
- Stranica na kazalište-tresnja.hr  Arhivirana inačica izvorne stranice od 22. veljače 2009. (Wayback Machine)